# Fokföldi mézevő
A fokföldi mézevő (Promerops cafer)  a madarak osztályának a verébalakúak (Passeriformes) rendjébe, ezen belül a fokföldi mézevőfélék (Promeropidae) családjába tartozó faj.
Egyes rendszerezések a nektármadárfélék (Nectariniidae) családjába sorolják.

## Előfordulása
Dél-Afrikában, a Fokföldön honos. A hegyoldalakon élő proteabokrokon él.

## Megjelenése
Testhossza 25-29 centiméter, a hímek farka elérheti a 30 centimétert is. Testtömegük 25 gramm. Tollruhájuk fakó barna.

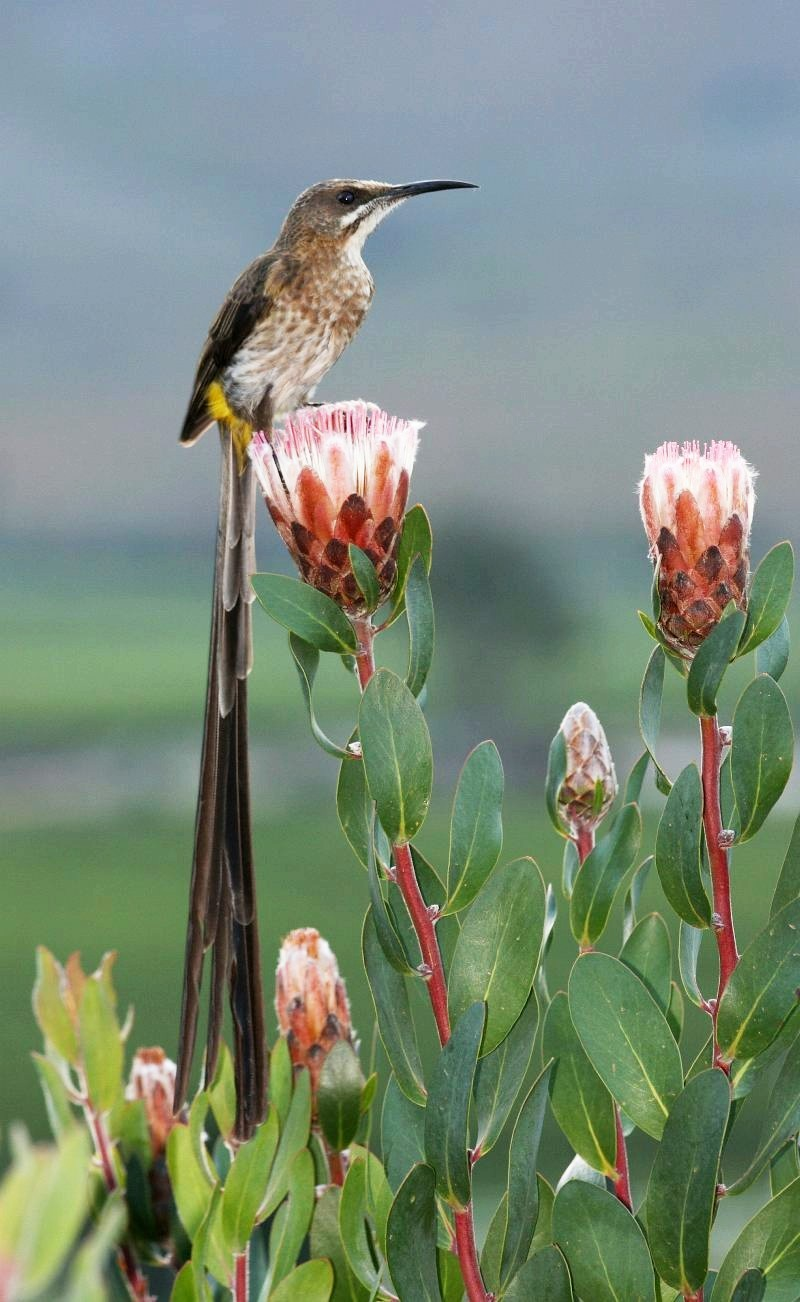

## Életmódja
Az egész életüket a proteabokrokon töltik, innen szerzik  nektárból, kisebb rovarokból álló táplálékukat. A hegyoldalon a cserjék más-más időszakban virágoznak, ezért a madarak ezt követik.

## Szaporodása
A hímek feltűnő nászrepüléssel udvarolnak a tojónak, a rivális hímeket pedig elüldözik. Csésze alakú fészkét a bokrokra rakja, melyet fűszálakból és gallyakból épít. Fészekalja 1-2 tojásból áll, melyen 17 napig kotlik.

## Rokona
Egyetlen rokona a Gurney-mézevő (Promerops gurneyi).